# Vilanova d’Alcolea
Vilanova d’Alcolea település Spanyolországban, Castellón tartományban. Vilanova d’Alcolea Alcalà de Xivert, Benlloch, Les Coves de Vinromà, La Serra d'en Galceran és Torre Endoménech községekkel határos. Lakosainak száma 585 fő (2024).

## Népesség
A település népessége az elmúlt években az alábbi módon változott:
| Lakosok száma | 666  | 637  | 671  | 698  | 703  | 604  | 595  | 584  | 578  | 585  |
|               | 2001 | 2004 | 2006 | 2009 | 2011 | 2014 | 2016 | 2019 | 2021 | 2024 |